# Atrobucca bengalensis
Atrobucca bengalensis es una especie de pez de la familia Sciaenidae en el orden de los Perciformes.

## Morfología
• Los machos pueden llegar alcanzar los 24 cm de longitud total.
- Número de  vértebras: 25.[1]

## Hábitat
Es un pez de clima tropical y bentopelágico.

## Distribución geográfica
Se encuentra en Sri Lanka.

## Observaciones
Es inofensivo para los humanos.